# 영도구의회
영도구의회는 부산광역시 영도구 지역을 관할하는 기초의회이다.